# Julio Borges
Pour les articles homonymes, voir Borges.
Julio Andrés Borges est un avocat et homme d'État vénézuélien, né le 22 octobre 1969 à Caracas (Venezuela).

## Formation
Sorti de l'université catholique Andrés Bello en 1992. Il a reçu une maîtrise en philosophie politique et sociale au Boston College en 1994 et une maîtrise en politique publique  (Amérique latine) à l'université d'Oxford en 1996. Il a été professeur de la « chaire d'honneur » de l'université catholique Andrés Bello.

## Engagements politiques
Il est leader du parti Primero Justicia, qu'il a fondé. Il annonce en 2006 sa candidature à l’élection présidentielle tenue en décembre mais les partis d'opposition lui préfèrent Manuel Rosales pour les représenter.
Il est membre de l'association des « Amis d’Israël », qui regroupe des hommes politiques et hommes d'affaires internationaux afin d’utiliser leurs influences pour soutenir les intérêts israéliens,. Il dénonce en 2019 la décision de l'Union européenne de faire étiqueter les produits issus des colonies, qu'il estime être un « boycott contre les juifs ».
En janvier 2017, il est élu président de l'Assemblée nationale. Peu après son élection, il en appelle à l'armée « face à un gouvernement passé de l'autoritarisme à la dictature ».
Le 29 mars 2017, la Cour suprême s'octroie le pouvoir législatif. Il dénonce alors un « coup d'État ». Le 1er avril 2017, après des pressions nationales et internationales, le Tribunal suprême de justice annule les deux décrets, tandis que l'opposition appelle à de nouvelles manifestations. Il appelle par ailleurs les banques internationales à ne plus traiter avec le Venezuela. Il rencontre le vice-président des États-Unis Mike Pence, le Conseiller à la sécurité nationale des États-Unis H. R. McMaster et le secrétaire général de l'OEA Luis Almagro pour évoquer avec eux la situation au Venezuela et les moyens de pressions sur le gouvernement.
Le 7 août 2018, après une attaque aux drones visant le président Nicolás Maduro, le pouvoir vénézuélien annonce des poursuites judiciaires contre plusieurs députés de l'opposition, dont l'ancien président de l'Assemblée nationale Julio Borges, en exil à Bogota. Le 8 août au soir, le Tribunal suprême de justice ordonne l'arrestation de Borges. Le député Juan Requesens, lui aussi membre de Primero Justicia, a également été arrêté par le SEBIN. Pour sa part, l'Assemblée nationale constituante a levé l'immunité parlementaire des deux députés pour qu'ils puissent être jugés. Le 10 août, dans une vidéo diffusée par les autorités, Requesens affirme avoir été contacté par Borges pour aider Juan Monasterios, ancien militaire lui même arrêté et ayant reconnu avoir participé à l'attaque, à se rendre en Colombie.
Il exerce depuis la Colombie la fonction de « ministre des Affaires étrangères » de Juan Guaidó. 
Il rompt avec ce dernier en décembre 2021, affirmant que le « gouvernement intérimaire » de Guaido doit « disparaître ».